# Nomada galloisi
Nomada galloisi är en biart som beskrevs av Keizo Yasumatsu och Hirashima 1953. Nomada galloisi ingår i släktet gökbin, och familjen långtungebin. Inga underarter finns listade i Catalogue of Life.